# Контурное строительство
«Контурное строительство» (англ. Contour Crafting) — инновационная технология в строительстве, позволяющая без ущерба для эксплуатационных качеств конечной продукции автоматизировать самый трудоемкий этап строительства — возведение несущих и ограждающих конструкций, и в потенциале прокладку инженерных сетей, отделочные работы.
Развитием этой технологии занимается доктор Бехрох Хошневис из Университета Южной Калифорнии.

## Особенности технологии
Технология заключается в экструзии (выдавливании) слой за слоем специального бетона по заложенному программой контуру, выращивая стены здания, поэтому технология и получила такое название. В этом она очень похожа на обычную 3D-печать по технологии компании Stratasys FDM® (послойная укладка разогретой нити термопластика в соответствии с рабочим файлом).
Особенность технологии заключается в подключении дополнительного инструмента машины — манипулятора устанавливающего в проектное положение несущие и поддерживающие элементы конструкции, инженерные коммуникации (перемычки, балки перекрытия/покрытия, элементы стропильной конструкции, лотки, дымоходы, вент. каналы и т.д).
Строительный материал для возведения несущих элементов конструкции (стен, перекрытий) это быстротвердеющий реакционно-порошковый бетон, армированный стальной или полимерной микрофиброй. Особенность реакционно-порошкового бетона является отсутствие крупного заполнителя без потери в соотношении вяжущие/твердая составляющая, а также высочайшие эксплуатационные характеристики. Так же может быть использованы более дешевые виды бетонов, такие как мелкозернистый и песчаный бетон модифицированный добавками (гиперпластификаторы, ускорители твердения, фибра).
В качестве арматуры может быть применена инновационная технология тканных объемно-сетчатых каркасов. В теории такие каркасы могут связываться в единую конструкцию в процессе строительства.
Преимущество технологии заключается в скорости строительства. По данным машина может построить за 24 часа жилой дом площадью 150 кв.м.
Недостатком является сложность, а в некоторых случаях и невозможность строительства зданий с открытой планировкой и сложных архитектурных форм из-за необходимости создания поддерживающих конструкций.

## Реализация
Одной из наиболее успешных систем контурного строительства является D-Shape, разработчиком которой является Энрико Дини. D-Shape позволяет выполнять здания без участия человека. При этом D-Shape использует особую технологию преобразования песка в минерал с микрокристаллическими характеристиками, свойства которого превосходят портландцемент. По некоторым утверждениям такой материал не требует усиления армированием. Отмечается, что D-Shape позволяет ускорить процесс строительства до четырёх раз по сравнению с традиционными методами.
В 2009 году системой D-Shape уже было возведено здание высотой 3 метра.
В 2014 году начался прорыв в области строительства зданий с использованием контурной 3D-печати бетоном.
В течение 2014 года, шанхайская компания WinSun анонсировала, сначала строительство десяти 3D-печатных домов, возведенных за 24 часа, а после напечатала пятиэтажный дом и особняк.
В Университете Южной Калифорнии прошли первые испытания гигантского 3D-принтера, который способен напечатать дом с общей площадью 250 м² за сутки.

## Перспективы
- Голландские архитекторы планируют с помощью технологий контурного строительства, в частности и системы D-Shape, построить необычное сооружение в форме ленты Мёбиуса[3].
- Европейское космическое агентство планирует использовать технологии контурного строительства для возведения космических баз на других планетах, в частности на Луне[6].